# 单键立方相氮
单键立方相氮（Single-bonded cubic form of nitrogen）是高壓高溫的氮聚合體，可能與氮4相同可以作為炸药或高能材料。
2004年8月Nature Materials期刊中，德國人Mikhail I. Eremets與其同事，共同發表單鍵立方相氮的製程方法，將N2在一微小的雷射加熱鑽石小室內壓縮至超過110 GPa，並加熱大於2,000 K。
拉曼散射和X-ray資料顯示，单键立方相氮是以單一共價鍵與三個相鄰的原子做連結，但在室溫下壓力超過42 GPa時才穩定的。氮聚合體被預期是高度不穩定，因為N-N單鍵相當弱（160 kJ/mol） ，分解至N2並形成較強的三鍵（954 kJ/mol）將是高度放熱的反應，必須有需更深遠的實驗決定是否適合用來做推進燃料或是爆炸物。

## 註解
1. ↑  .   [2012-01-05]. （原始内容存档于2011-08-29）.